# Acrocercops helicopa
Acrocercops helicopa är en fjärilsart som beskrevs av Edward Meyrick 1919. Acrocercops helicopa ingår i släktet Acrocercops och familjen styltmalar. Inga underarter finns listade i Catalogue of Life.